# 红翅莎草
红翅莎草（学名：Cyperus pangorei）为莎草科莎草属的植物。分布在印度、锡兰、缅甸以及中国大陆的海南省等地，目前尚未由人工引种栽培。